# أرنولد جاي إيزبل
أرنولد جاي إيزبل (بالإنجليزية: Arnold J. Isbell)‏ هو ضابط أمريكي، ولد في 22 سبتمبر 1899 في أوتو في الولايات المتحدة، وتوفي في 19 مارس 1945 في أوكيناوا في اليابان.